# L'orto americano
L'orto americano és una pel·lícula italiana de terror gòtic del 2024 escrita i dirigida per Pupi Avati, basada en la seva novel·la del 2023 del mateix nom. Es va estrenar al 81a Mostra Internacional de Cinema de Venècia el 7 de setembre de 2024 com a pel·lícula de cloenda del festival. Ha estat subtitulada al català.

## Argument
A la dècada de 1940 a Bologna, un jove amb problemes s'enamora d'una infermera nord-americana, Barbara. L'any següent, viatja al Oest Mitjà i s'instal·la al costat de la mare de Bàrbara, que no ha tingut notícies de la seva filla des del final de la la guerra, el que va portar l'home a embarcar-se en una tensa recerca per ella.

## Repartiment
- Filippo Scotti com el jove escriptor
- Rita Tushingham com a Flora, la mare de la Bàrbara
- Armando De Ceccon com a Glauco Zagotto
- Roberto De Francesco com Emilio Zagotto
- Chiara Caselli com a Doris
- Romano Reggiani com a fiscal
- Morena Gentile com Arianna
- Massimo Bonetti com a jutge president
- Mildred Gustafsson com Barbara
- Robert Madison com el Major Capland
- Nicola Nocella com a infermera
- Patrizio Pelizzi com a jutge del tribunal assisizes.
- Cesare Cremonini com a Ugo Oste
- Andrea Roncato com a mariscal
- Claudio Botosso com a expert jurídic
- Alessia Fabiani com a hostaler

## Producció
Pel que fa als macabres crims de la seva pel·lícula, Avati va afirmar: "Jo no vaig inventar res. Són històries que van passar des del Monstre de Florència fins ara. És la part menys inventiva i més realista. M'interessa més la part psicològica i psiquiàtrica. La meva és una història d'enorme i extrema solitud. L'home més solitari és l'home protagonista". La fotografia principal va tenir lloc a Roma, Ferrara, Ravenna i Forlì, així com Davenport (Iowa), als Estats Units. El rodatge va començar el desembre de 2023 i va continuar fins al 2024.

## Llançament
El 26 d'agost de 2024 es va estrenar un tràiler teaser. La pel·lícula va tancar el 81a Mostra Internacional de Cinema de Venècia el 7 de setembre de 2024.

## Recepció
Davide Abbatescianni de Cineuropa va qualificar la pel·lícula de "un thriller gòtic noir veritablement exagerat, inquietant i ridícul". Emanuele Di Nicola de Cinematografo.it va donar a la pel·lícula tres estrelles i mitja sobre cinc, anomenant-la "una història arcana i misteriosa, una història de por que també és una declaració de ser". Alessia Pelonzi de Badtaste va qualificar la pel·lícula de "fascinant però sense resolució". Paola Casella de Mymovies.it va donar a la pel·lícula dues estrelles i mitja sobre cinc i va escriure: "Avati és, com sempre, molt hàbil per crear atmosferes suspeses, encara que aquí s'arrisca a la desorientació". D'altra banda, A.S. Chianese de Nocturno va donar a la pel·lícula quatre estrelles i mitja de cinc i va escriure: "L'orto americano testimonia la ferma voluntat d'Avati de manejar a tota costa aquell material cinematogràfic refinat que va anar a compondre els clàssics de terror nord-americans."